# أويكو سيرتر
أويكو سيرتر (بالتركية: Öykü Serter) من مواليد 26 فبراير 1975 هو مذيعة تلفزيونية وممثلة ومنسقة موسيقي من تركيا . 